# 颶風奧蒂斯 (2023年)
飓风奥蒂斯（英語：Hurricane Otis）是一场短促但强烈的热带气旋，为第一个以五級颶風強度登陸的太平洋颶風，登陸时強度超过飓风帕特里夏，也是有记录以来令墨西哥損失最多的热带气旋。奥蒂斯是2023年太平洋颶風季的第十五场热带风暴、第十场飓风、第八场大型飓风和第二场五级飓风，源自特万特佩克湾以南数百英里的扰动。其强度起初仅为熱帶風暴級，預測最高強度亦只有一級颶風，但奧蒂斯在靠近墨西哥時爆發性增強，于2023年10月以五級強度登陸格雷羅州阿卡普爾科附近，在登陸後快速消散。
奥蒂斯的强风襲擊了阿卡普尔科西部，严重损坏了该市的许多建筑物，大雨引发了山体滑坡和洪水。由於通讯中断，最初有关影响的信息基本上不为人知。灾难发生后，该市饮用水中斷，许多戶房屋也断电。格雷罗州政府调动了数千名军人救助幸存者并协助恢复工作，向受灾群众发放了数千件救援物品，并向每个受灾家庭寄送了捐款。
飓风造成至少52人死亡，32人失踪。奥蒂斯造成的总损失估计达数十亿美元（2023年美元），多家机构估计损失达120至160亿美元，超越飓风威尔玛成为对墨西哥造成最多损失的飓风。
由于风暴对墨西哥造成的毁灭性影响， 奧蒂斯名称从太平洋颶風命名列表中退役，并由奥蒂利奥 （Otilio）取代。

## 氣象歷史
在2023年10月15日，美国国家飓风中心(NHC) 指出，未来七天内在墨西哥东南部以南数百英里处將會形成一个低压区。 这一预测于10月18日实现，一片宽阔的低压特萬特佩克灣以南数百英里处出现。 该系统在同一区域蜿蜒移动，伴随无序对流，预计五天内将形成热带气旋。  第二天，環流有所扩大，但高空风切变将環流转移到了系统中心西部。10月21日整天，对流覆盖范围增加，系统表面环流变得更加明确。 由于扰动被夹在东北部山脊和西北部低压槽之间，扰动的蜿蜒移动变为向北缓慢移动。  隨著对流进一步组织，该系统于10月22日7:00变为热带低气压第18-E此时，18-E位于阿卡普尔科东南偏南大约535英里（860公里）。 六小时后，该系统增强为热带风暴，被命名为奧蒂斯（Otis） 。  在10月22日深夜，轻微至中等程度的东南风切变將对流转移到奥蒂斯表面环流的西北方向。尽管海面温度高、大气湿度充足，环境条件对风暴有利，但由于缺乏垂直排列和中层空气干燥，风暴發展速度緩慢。持續的厄爾尼諾現象以及全球暖化的影響共同造成墨西哥九月創紀錄的高溫，所以系统前方的海面温度平均为86—88 °F（30—31 °C） ，高于往年同期的平均水平。 在此期间，系统的运动从正北转向北偏西，保持在4—5 mph（6—8 km/h） 。 到23日下午，风暴中段形成了雨帶，地面环流和雷暴活动变得更加紧密。 在10月23日深夜，风暴进入對它更有利的環境，海面温度较高，垂直风切变较弱。 微波卫星图像描绘出一个低層环状结构，尽管系统整体呈现剪切外观，但这通常是快速增强的前兆。 在此期间，风暴的前进速度也有所加快，它可能抵消了东南风切变的影响。 结果，高空流出明显扩大，系统中心成为对流的中心，导致奧蒂斯进入强化阶段并持续至登陆。 10月24日早晨系統发展过程中，奧蒂斯上空外流继续向四面八方扩展，许多带状特征围绕着风暴运行。 強大的急流改善了流出量——急流內風的最大值——這加速了潛熱消散的速度並促進了對流的發展。 奧蒂斯于10月24日07:00增强为一級飓风。

颶風奧蒂斯在快速增強前到登陸前的微波卫星图像

13:00後不久，唯一一次飞往奧蒂斯的空军预备队飓风猎人任务进入了它的风眼，观测表明奧蒂斯已经达到了3级强度，从而成为一场大型飓风。 觀察的風速遠遠高于使用德沃夏克分析法估计值，其范围仅为70 mph（110 km/h）至105英里/小时（165公里/小时）；在整个快速增强阶段，奧蒂斯的强度持续强于德沃夏克技术所显示的强度。 在操作上，NHC僅僅將奧蒂斯升级为萨菲尔-辛普森飓风等级1级飓风。 爆發性增强持续了一整天到夜间，国家飓风中心的埃里克·布莱克将其描述为“噩梦般的场景”。  随着夜晚的來臨，奧蒂斯出现了一个明显的针眼，周围被强烈的对流包围，温度达到−103至−112 °F（−75至−80 °C） 。 于10月24日22:00，奧蒂斯达到了峰值强度，強度為5级飓风，最大持续风力165 mph（266 km/h） ，中心最低气压为922 mb（27.23 inHg）。此時，奧蒂斯位于阿卡普尔科东南偏南約60英里（95公里）。 在整个强化阶段，闪电活动非常频繁，24 小时内大约有26,000次雷暴，最活跃的时间发生在登陆前55分钟。  当奧蒂斯接近登陆时，卫星图像显示风暴眼有所冷却并被雲填满，表明风暴在登陆前略有减弱。 隔日00:45，拉羅克塔島进入飓风眼墙，风暴核心于01:25左右在阿卡普尔科以西登陆，登陸強度略低于峰值强度，但仍处于5级颶風強度，风力為160 mph（260 km/h） ，中心最低气压为929 mb（27.43 inHg） 。   登陆后，飓风与南马德雷山脉相互磨擦，迅速减弱。 两小时内，它的风眼从卫星图像上消失，闪电活动也停止了。 美国国家飓风中心利用内陆衰减统计模型估计，奧蒂斯在13:00之前减弱为飓风。风暴表面环流不久后消散，标志着奧蒂斯作为热带气旋的终结。 

### 预测误差和区别
| 飓风     | 飓风季 | 风速          | 参考   |
| -------- | ------ | ------------- | ------ |
| 奧蒂斯   | 2023年 | 每小时260公里 | [ 20 ] |
|          | 2015年 | 每小时240公里 | [ 21 ] |
| 玛德琳   | 1976年 | 每小时230公里 | [ 22 ] |
| 伊尼基   | 1992年 | 每小时230公里 | [ 23 ] |
| 十二号   | 1957年 | 每小时220公里 | [ 24 ] |
| “墨西哥” | 1959年 | 每小时220公里 | [ 24 ] |
| 肯纳     | 2002年 | 每小时220公里 | [ 25 ] |
| 莉迪亚   | 2023年 | 每小时220公里 | [ 26 ] |

奧蒂斯的快速增强是20世紀末预测最不准确的自然灾害之一。耶鲁大学气象学家杰夫·马斯特斯和鲍勃·汉森称，这次低估是“近年来最大、最严重的失误之一”。数值天气预报模型未能捕捉到发生的爆發性增强的程度，部分原因是数据缺乏。 包括美国国家飓风中心主任迈克尔·布伦南在内的多位专家指出，目前可用于评估东太平洋飓风强度的仪器非常少，例如海洋浮标或雷达，因此预报员只能依赖卫星数据估計熱帶氣旋的強度。 据《纽约时报》报道，奧蒂斯于形成时预测為“没有表现出太多值得担心的情况”。 国家飓风中心在第一次发布预警时预测，飓风的峰值强度仅为45英里/小时（75公里/小时），120 mph（190 km/h）低于其实际峰值强度，當時預測该系统向北偏西北移动，随后向西移动，远离墨西哥海岸。预报员约翰·坎吉亚洛西（John Cangialosi）和丽莎·布奇（Lisa Bucci）指出，许多模型显示这场风暴将在五天内彻底消散。 
早在10月23日，布莱克指出，模型对情况的诊断存在错误，并显示奧蒂斯与热带辐合带交织在一起。他调整了预测，显示该系统移动速度將更快，登陆墨西哥海岸。当天晚些时候，预报员坎吉亚洛西和桑迪·德尔加多指出，各种模型解决方案之间存在很大差异，10月23日即將跨過10月24日時，更良好的条件变得更加明显。这包括较高的海面温度、较低的风切变和充足的水分。该系统也变为垂直对齐。统计飓风强度预测方案 (SHIPS)之快速增强指数增至25%，导致预报员将预测强度提高到高于大多数模型输出的数值。   10月24日04:00，在登陆前不到 24 小时，美国国家飓风中心预计奥蒂斯登陆时将增强为一級飓风。 登陆前16小时，當時预计该气旋登陆时间比实际时间至少晚5个小时。直到下午侦察机对风暴进行采样时，才发现其急剧增强。 19:00，就在风暴登陆前不到六个半小时，美国国家飓风中心才将奧蒂斯升格为4级飓风，并明确预测其将达到5级飓风強度后登陆。 
飓风奥蒂斯的增强速度是卫星时代观测到的最快的之一。在 21 小时内，飓风的最大持续风速增加了105英里/小时（165公里/小时）， 使其成為東北太平洋中第二快的飓风，仅次于2015年的帕特里夏的120 mph（190 km/h） 。 总体而言，它与1988年大西洋飓风吉尔伯特并列为墨西哥第四强登陆飓风（按持续风速计算），仅次于以下大西洋飓风，每场飓风的持续风速均为175 mph（282 km/h） ：1955 年的珍妮特、1977年的安妮塔和 2007 年的迪恩。 马斯特斯和汉森推测，奥蒂斯登陆时，受台风眼墙影响的人数為有記錄以來最多。他们进一步指出，唯一可与之相比的飓风是1992年的飓风安德鲁，它袭击了迈阿密大都会区，强度达到5级（在迈阿密戴德县南部部分地区产生了这样的风）。 

## 准备工作

10月25日，飓风奥蒂斯在格雷罗州阿卡普尔科附近登陆的增强红外图像

墨西哥政府于10月24日03:00UTC对特克潘德加莱亚纳以东至查卡华湖地区发布了热带风暴警告和飓风警告。 随着风暴进一步接近陆地并增强，墨西哥政府在09:00UTC向格雷罗州马尔多纳多角和锡瓦塔内霍之间的海岸线发出了飓风警告。 为应对飓风奥蒂斯的来袭，格雷罗州政府开放了 396 个避难所，以安置因强风和风暴潮袭击而流离失所的居民。墨西哥陆军和海军派出8000名士兵支援救援行动。格雷罗州当局关闭了阿卡普尔科的主要港口。 在飓风奥蒂斯预计登陆之前，格雷罗州的学校关闭，阿卡普尔科国际机场的所有进出航班均被取消。   
在其咨询报告中，奥蒂斯被提升至五级飓风登陆前3小时45分钟，美国国家飓风中心将此情况描述为“噩梦般的情景”，并警告说：“这对阿卡普尔科大都会区来说是一个极其严重的情况，破坏性飓风的核心很可能在周三早上接近或经过该大城市。這是有史以来，这一地区出现强度最高的飓风”。 

## 影响
飓风奥蒂斯在阿卡普尔科登陆，其强度达到5級颶風， 这是迄今为止袭击墨西哥这一地区的最强飓风。 在10月30日，墨西哥国立自治大学发推文称，阿卡普尔科湾两个气象站的数据已恢复。 于10月25日00:40，其中一个站点测量到的最高持续风速为113.64 mph（182.88 km/h），阵风为204.90 mph（329.76 km/h）。 如果得到证实，这将是世界上第七高的阵风。 也在12:50观测到最低压力为963.5 mb（28.45 inHg）。 拉羅克塔島近阿卡普尔科西部近海的气象站记录到最大阵风135 mph（217 km/h）。随着眼墙穿过城市，该站报告最大持续风速82 mph（132 km/h）。 风暴潮在登陆点附近和登陆点东部造成了灾难性的水災，但由于缺乏潮汐站数据，无法对潮汐高度进行定量估计。 

### 损失
|          |                |
| 颜色键： |                |
|          | 被毁坏的建筑物 |
|          | 受损建筑       |
|          | 可能损坏的结构 |

格雷罗州共有37条输电线路、26个变电站、一个发电厂和10,000根灯杆倒塌， 导致 50 多万户家庭断电，  但服务很快恢复到20万户并于11月1日全面恢复。 整个阿卡普尔科共有51,864栋房屋被毁，另有79,510栋房屋遭受严重损坏，还有80,823栋房屋遭受轻微或中度损坏。 共有3,813人需要62架航班进行空中救援 ，另有20,047人通过巴士撤离。 阿卡普尔科约80%的酒店遭到破坏， 据报道，酒店内有水浸和天花板倒塌。   阿卡普尔科的18个广播电台被損毀，全市通讯中断。 该市还失去了饮用水。 共有 110家医疗机构因风暴停止运营，但截至11月7日，80%的医疗机构已经重新开放。五家购物中心被迫关闭， 但其中四家在一周半内重新开业， 一个购物中心被毁。通往该市的一段高速公路因山泥傾瀉而关闭。  格雷罗州全境41条高速公路受损。 该州大量價值約252亿比索的农作物被毁。 近海有480艘公共旅游船只被毁。至少有 33艘船只在阿卡普尔科湾沉没。 5艘船只在曼萨尼约海滩近海获救，另外两艘小船在马克斯港湾被发现。 内陆方面，墨西哥州的托卢卡谷发生了10起道路交通事故，造成2人死亡。 全州共有478人受伤，其中98人需要住院治疗。 
多家航空公司受到奥的斯的影响，墨西哥航空、 Volaris 航空和Viva Aerobus在阿卡普尔科和西瓦塔内霍的服务受到影响并暂停。 阿卡普尔科国际机场停止所有航班运营。 此外，阿卡普尔科附近的皮德拉库埃斯塔空军基地遭到破坏，给救援行动带来困难。  奥的斯导致墨西哥广泛使用的地震预警应用程序SkyAlert的格雷罗州大部分地震网络以及CIRES拥有的SASMEX 网络（负责通过公共扬声器和无线电信号广播警报）瘫痪。 格雷罗州和邻近的米却肯州和瓦哈卡州部分地区的27个传感器以及阿卡普尔科市和奇尔潘辛戈市的两座广播塔受到影响，导致一旦这三个州的沿海地区发生地震，他們將无法向附近和远处容易受到破坏的主要城市发出通知。 截至10月28日，19个传感器已恢复。 
自然灾害风险分析公司Enki Research估计损失为 150 亿美元  ，全球再保险公司Gallagher Re估计损失超过 100 亿美元。 这意味着奥的斯的損失超过飓风威尔玛，成为墨西哥有记录以来損失最多的气象灾害，损失达 75 亿美元。 惠誉评级估计，他們需要承担160亿美元的保险损失。 旅游部门认为奥的斯是袭击阿卡普尔科的最严重的飓风，其影响比飓风保琳和飓风曼努埃尔更为严重。 政府官员估计修复阿卡普尔科将花费2000亿至3000亿比索（114亿至172亿美元）。  官员们估计，受这场风暴影响，到2024年初格雷罗州的国内生产总值将下降 16% 花旗集团估计，受飓风影响，2023年最后一个季度的经济活动将萎缩40%。 据路透社报道，截至2023年11月17日，墨西哥商业团体估计损失达160亿美元。 根据这些报告和其他报告，NHC认定奥的斯造成损失达120至160亿美元，因此它是有记录以来损失最惨重的墨西哥飓风，超过了大西洋的飓风威尔玛 。 

### 伤亡
截至2023年12月21日，官方數字為52人死亡、32人失踪， 包括三名外國人 以及至少兩名就讀格雷羅自治大學 (AUG) 的學生。 在 「30公里」村，一名兩歲的女孩離開母親的懷抱後被洪水沖走。 共有59人失踪, 其中包括11名美國人和7名其他國籍的外國人。 早期媒體報告墨西哥社會保障研究所醫院停電導致另外16人死亡，但政府否認了這一消息。 當地官員告訴《華盛頓郵報》，他們統計了120 人死亡或失踪，其中20 具屍體被沖上阿卡普爾科海灘或碼頭，10 具屍體被發現漂浮在阿卡普爾科以西10 英里（16公里）處的海洋中，其中2人在一艘3人船上失踪，一艘4人船上有3人在海上死亡。
当地人批评官方公布的死亡人数較實際低 ，总统安德烈斯·曼努埃尔·洛佩斯·奥夫拉多尔对此作出回应，指责反对者将死亡人数政治化。 在首次估计死亡人数为27人时，洛佩斯·奥夫拉多尔表示，“尽管任何人的死亡都是不幸的，但死亡人数并不多”。  11月12日，有报告显示阿卡普尔科的殡仪馆统计的死亡人数总计至少有350人。  第二天，市政当局驳斥了该报道，称其为“猜测”  。在新闻发布会上，洛佩斯·奥夫拉多尔重申，官方公布的死亡人数仍为48人。 

## 后果
根据国家统计和地理研究所（INEGI）的数据，格雷罗州是应对自然灾害准备最差的州。虽然每10万居民有14名民防公务员，但其中一半负责行政职能，四分之一是消防员，只有不到15%的公务员可以协助搜救。 尽管如此，格雷罗州政府还是调动了30至40辆卡车将流离失所的游客运送到避难所。 政府最初认为，凭借总计约17亿美元的资源就可以修复格雷罗州受损所需的经济资源 ，尽管国会中的莫雷纳党派于 10月26日又提供了1000万比索的援助11月1日，联邦政府宣布投资 613亿比索用于重建， 其中包括180亿用于基础设施和100亿的税收减免， 为阿卡普尔科学生提供45,000个额外奖学金，雇用10,000名年轻人协助清理工作，并免费提供电力直至2024年2月。 11月3日，联邦政府宣布，阿卡普尔科和科尤卡德贝尼特斯两地受灾的25万个家庭将在接下来的三个月内每周收到一篮子食品，总额约为20亿至30亿比索。 然而，联邦政府拒绝了众议院的呼吁，即使用石油盈余（估计总额高达800亿比索）来资助额外的恢复工作。 花旗集团批评联邦政府的救助计划不够充分。 为了抗议政府缺乏援助，人们在国家宫殿外组织了一次静坐活动，共有50人参加。 受害者向墨西哥参议院请愿，要求设立3000亿比索的信托基金。 
除了財政援助外，格雷羅州81個城市中的47個最初被宣佈為災區， 但後來縮減為僅覆蓋兩個城市（阿卡普爾科和科尤卡德貝尼特斯）。 來自米卻肯州的十名醫生被派遣到阿卡普爾科協助復健工作。  截至11月1日，政府已輸送63,000個食品包和1,600,000公升（350,000 英加侖；420,000 美加侖）水。 截至11月4日，政府已輸送了1,874,400 公升（412,300 英加侖；495,200 美國加侖）水，其中向醫院輸送了11,350,000 公升（2,500,000 英加侖；3,000,000 美加侖）水，向庇護所輸送了60,000公升（13,000加侖；16,000美加侖）水，以及 385,000 公升（85,000 英加侖；102,000 美製加侖）至食水處理廠。 截至 11 月 5 日，他們已輸送204,092份餐點。 截至 11 月 7 日，已空運8,602 公斤（18,964 磅）冷藏貨物。 政府共分配了 37,000 公升（8,100 英加侖；9,800 美國加侖）柴油、80,000 公升（18,000 英加侖；21,000 美國加侖）汽油和 35,000 公升（7,700 英加侖；9,200 美國加侖）噴射燃料。 軍方透過13個餐廳和5個社區廚房分發了97,805份食物，36,400 公斤（80,200 磅）玉米餅和145,000 份口糧。  光是墨西哥海軍就提供了 4000 份生活用品，156,450公升（34,410 英加侖；41,330 美加侖）水， 超過 13,000 公斤（29,000 磅）的物資， 包括 2,000 公斤（4,400 磅）的個人衛生用品和醫療用品， 並包裝了 33,243 份餐點。 海軍醫院共進行了1,037次醫療諮詢，其中包括16次手術。軍方提供了2,345次醫療諮詢，並進行了11次醫療後送，其中10次通過空運，1次通過陸路。 截至 11 月 3 日，37 個加油站已恢復正常運營，燃油總庫存為24,500,000公升（5,400,000 英加侖；6,500,000 美加侖）。 截至11月6日，60家加油站已恢復正常運營，佔阿卡普爾科加油站的75%。 當局估計，他們已經清理了阿卡普爾科沿海地區的 250 公噸（250 長噸；280 短噸）垃圾。
税务局（SAT）将所有居民的纳税截止日期推迟至11月10日。 国防部长在新拉雷多发起了一场食品收集活动。 墨西哥红十字会在阿卡普尔科运送了75公噸（74長噸；83短噸）的人道主义援助，并动员了 300 名志愿者。 沃尔玛表示愿意为所有风暴受害者提供等额捐款。 桑坦德银行提出暂停所有受害者六个月的贷款偿还。   AUG 为受害者提供了50辆巴士，用于往返阿卡普尔科和奇尔潘辛戈。 美国政府向墨西哥提供了重新开放道路的设备，并表示将满足墨西哥政府的任何援助请求。 墨西哥银行协会启动了一项付款延期计划，预计有30万人有资格享受该计划，总额为 220 亿比索。 为了协助救灾工作，联邦公路 95D上的部分收费站免費通行。 从阿卡普尔科到墨西哥城提供免费巴士服务，持续至11月5日。  Telmex为阿卡普尔科提供2023年11月和12月的免费服务。共开设了11个充电站，个人可使用充电时间最长为15分钟。 风暴过后，全市还发生了大规模抢劫，  迫使总统洛佩斯·奥夫拉多尔部署了 14,700 名国民警卫队成员设立检查站 并导致食品价格上涨 70％。 
尽管遭受损失，一些酒店仍努力在假期前恢复营业。 此外，35家酒店向联邦政府承诺将于2024年3月底重新开业。 旅游部还宣布， 原定于 2024 年 4 月在阿卡普尔科举行的年度旅游博览「觀光市場」 不会取消。

## 永久除名
由于飓风在格雷罗州造成了广泛的破坏和人员伤亡，世界气象组织于2024年3月将奥蒂斯从东太平洋飓风命名名单中永久除名，它将永远不会再使用。在2029年，它會被奥蒂利奥（Otilio）取代。